# Sorin
Sorin  è un nome proprio di persona romeno maschile.

## Varianti
- Femminili: Sorina[1][2]

## Origine e diffusione
Potrebbe essere derivato dal termine rumeno soare, "sole"; ha quindi lo stesso significato di Sole, Saulė ed Elio.
Vi sono diversi nomi che potrebbero sembrare legati etimologicamente a Sorin ma che si basano invece sulla radice sora, "sorella" (come ad esempio quello della sorella del sovrano moldavo Ștefan III cel Mare, chiamata proprio "Sora"). L'etnia ungherese presente in Transilvania ha adattato la variante femminile in Szorina.
Il nome è presente in Romania da alcune centinaia di anni ed era anticamente usato sia come nome che come cognome. Dalla stessa radice derivano anche i cognomi Sorescu, Sorona e Soreni.

## Onomastico
Il nome è adespota, cioè non è portato da alcun santo. L'onomastico si festeggia pertanto il 1º novembre, festa di Tutti i Santi.

## Persone

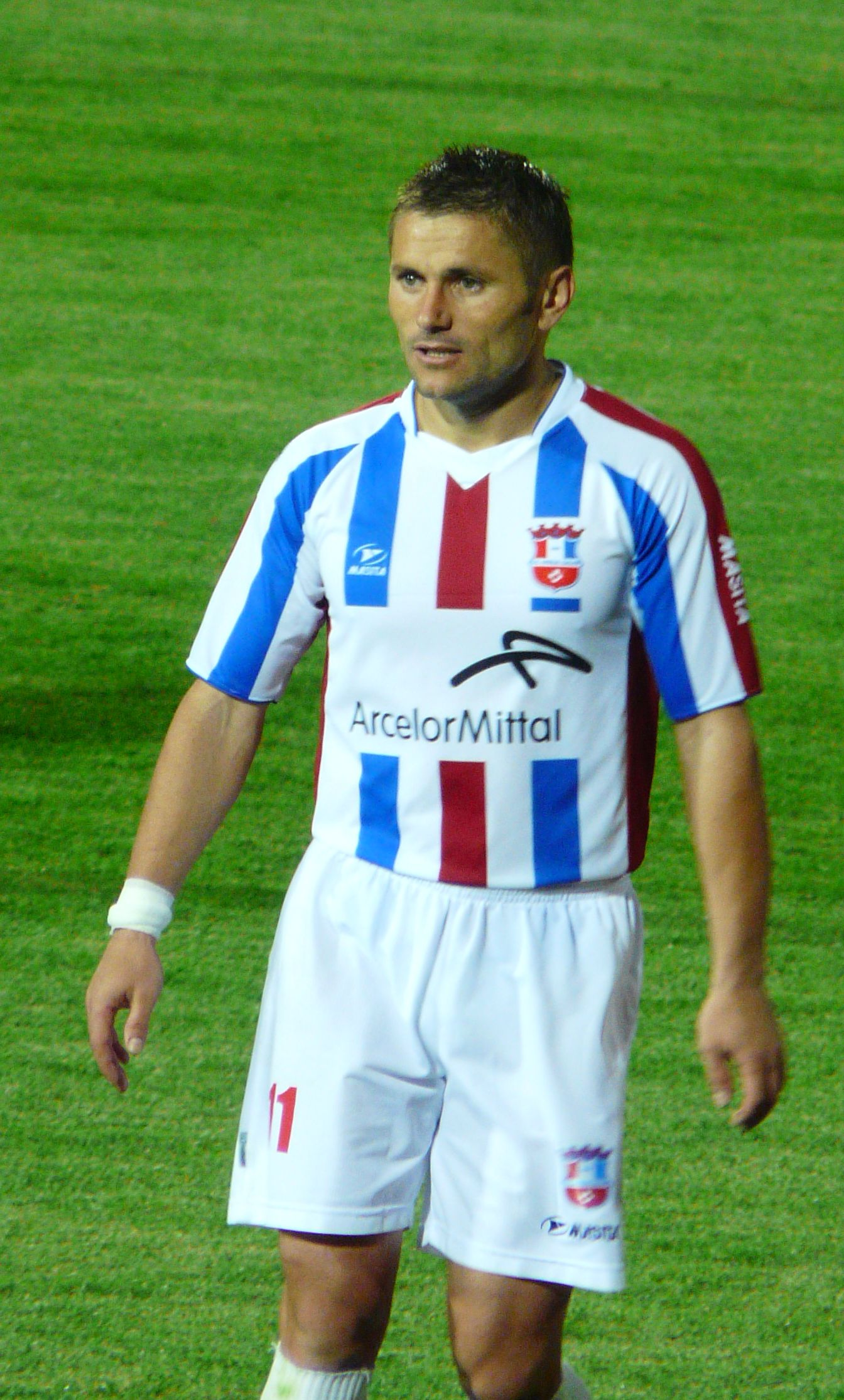
Sorin Frunză

- Sorin Frunză, calciatore rumeno
- Sorin Ghionea, calciatore rumeno
- Sorin Matei, atleta rumeno
- Sorin Paraschiv, calciatore rumeno
- Sorin Strătilă, calciatore rumeno